# Liceu Aline Mayrisch

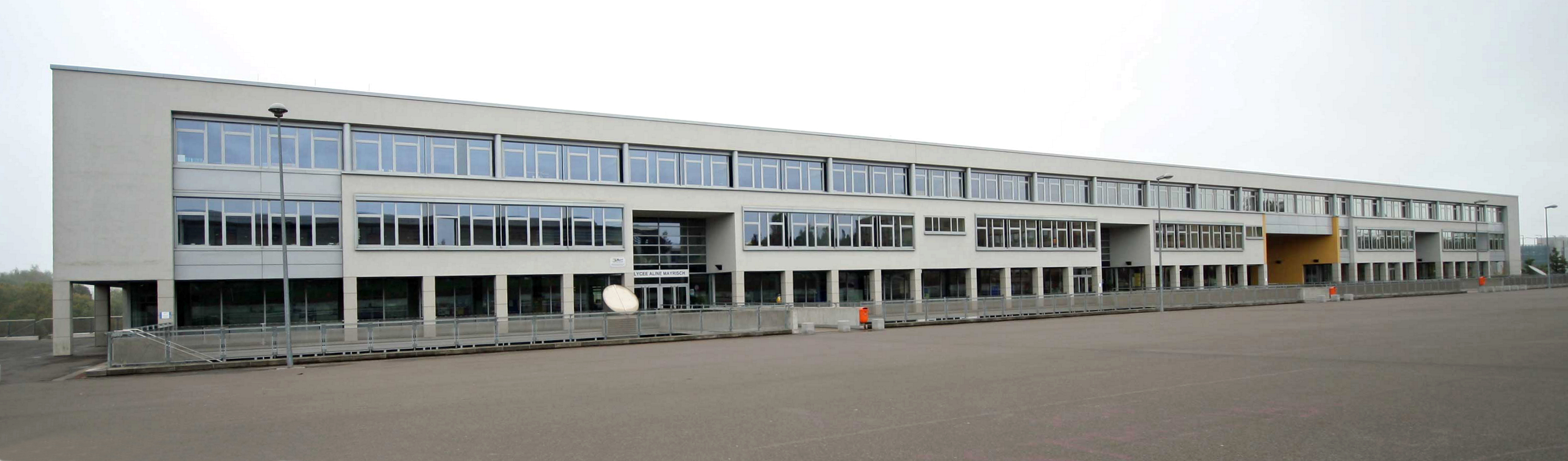
Edifici del Liceu Aline Mayrisch.

El Liceu Aline Mayrisch (en luxemburguès: Lycée Aline-Mayrisch) és una escola secundària a la ciutat de Luxemburg. Es troba al barri de Hollerich, al sud-oest de la ciutat al campus Geesseknäppchen junt amb diverses altres institucions educatives.
L'escola va ser fundada el 2001. Porta el nom d'Aline Mayrisch: una famosa activista per l'alliberament de la dona, filantropa d'alta societat i presidenta de la Creu Roja luxemburguesa, així com esposa de l'industrial Émile Mayrisch.